# Sorn Davin
Sorn Davin (ur. 6 lutego 1992 w Phnom Penh) – kambodżańska zawodniczka taekwondo.
W zawodach międzynarodowych zadebiutowała w 2011. Na mistrzostwach świata w 2011 odpadła w pierwszej rundzie (1/16 finału) przegrywając z Raphaellą Pereirą z Brazylii 1:7.
W listopadzie 2011 zajęła 4. miejsce w turnieju kwalifikacyjnym na igrzyska olimpijskie w 2012, w wyniku czego nie zakwalifikowała się na igrzyska. W kwietniu 2012 World Taekwondo Federation postanowiła dać jej dziką kartę umożliwiając występ na zawodach olimpijskich.
Na igrzyskach wystąpiła w zawodach wagi ciężkiej (pow. 67 kg) i uplasowała się na 11. pozycji. W pierwszej rundzie zmagań przegrała z Maríą del Rosario Espinozą 3:2. Była jedynym zawodnikiem taekwondo z Kambodży oraz chorążym kambodżańskiej reprezentacji na tych igrzyskach.
Jej trenerem jest David Cook.
Jej brat Elit i siostra Seavmey również uprawiają taekwondo.